# 達莫伊爾哈德烏帕齊拉
達莫伊爾哈德乌帕齐拉是孟加拉国瑙岡縣的一个乌帕齐拉，位於拉傑沙希专区的瑙岡縣。。

## 人口
據1991年孟加拉國人口普查，達莫伊爾哈德共有戶數29,661戶，人口184778人。其中男性佔比51.73%，女性佔比48.27%；成年人口80,044人。該地7歲以上人口之平均識字率為28.4%，低於全國平均值（32.4%）。